# Lexi Belle
Lexi Belle (Independence, 5 agosto 1987) è un'ex attrice pornografica statunitense.

## Biografia
Nasce il 5 agosto 1987 a Independence (in Louisiana) e ha origini irlandesi. Sua madre muore in un incidente stradale quando ha sei anni e viene quindi data in affidamento per due anni, fino a quando è adottata da una famiglia stabile. Vive con loro fino ai dodici anni, finché viene nuovamente presa sotto la tutela dello Stato quando alla madre adottiva è diagnosticato un cancro che, secondo quanto affermato dal cugino adottivo, rende troppo gravoso per la donna doversi prendere cura della figlia adottiva.

### Carriera

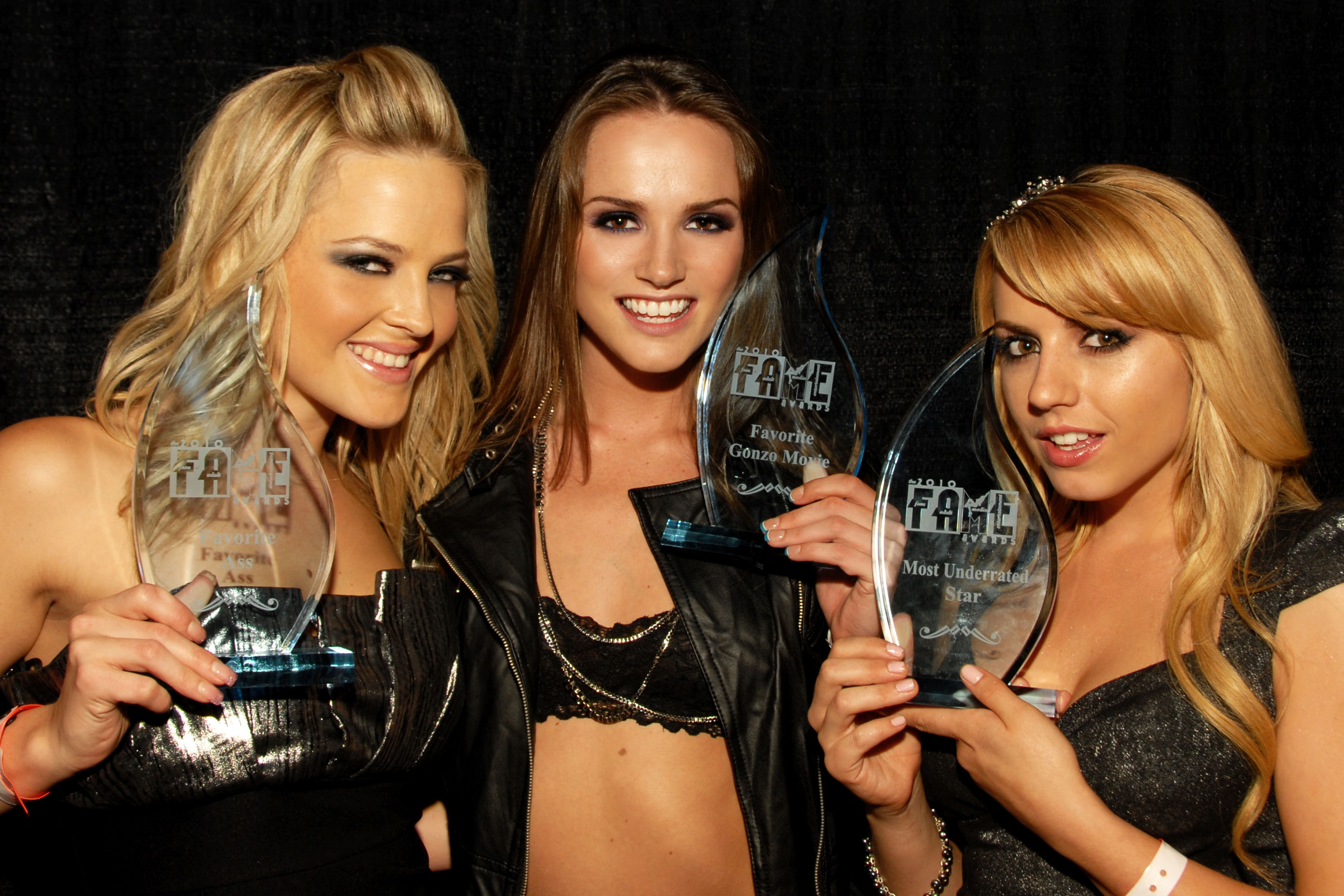
Alexis Texas, Tori Black e Belle nel 2010 ai F.A.M.E. Awards

Nel 2006, all'età di diciotto anni, mentre lavora in una videoteca, viene approcciata da uno scopritore di talenti che l'aveva notata sulla sua pagina Myspace, che la convince a entrare nell'industria del porno: tre mesi dopo gira le sue prime scene di fellatio e a sfondo lesbico.
Nel 2011 è inserita nella lista di CNBC come una delle dodici più popolari pornodive, in virtù dei numerosi premi e candidature ricevuti da Adult Video News (AVN) e XBIZ e della popolarità del suo sito web personale, uno dei principali dell'industria del porno. Nel maggio 2013 è eletta Pet of the Month per Penthouse e Pet of the Year nel 2014. Nel 2015 fa il suo debutto come attrice in un film non pornografico, quando interpreta il ruolo di Hera nel thriller d'azione Samurai Cop 2: Deadly Vengeance, insieme alla collega Kayden Kross e con Tommy Wiseau.
Nel 2016 conduce il reality show Sex Factor insieme ad Asa Akira, Keiran Lee, Remy LaCroix e Tori Black. Nel 2019 è stata inserita nella Hall of Fame degli AVN Awards, prima del ritiro avvenuto nel 2022.

### Vita privata

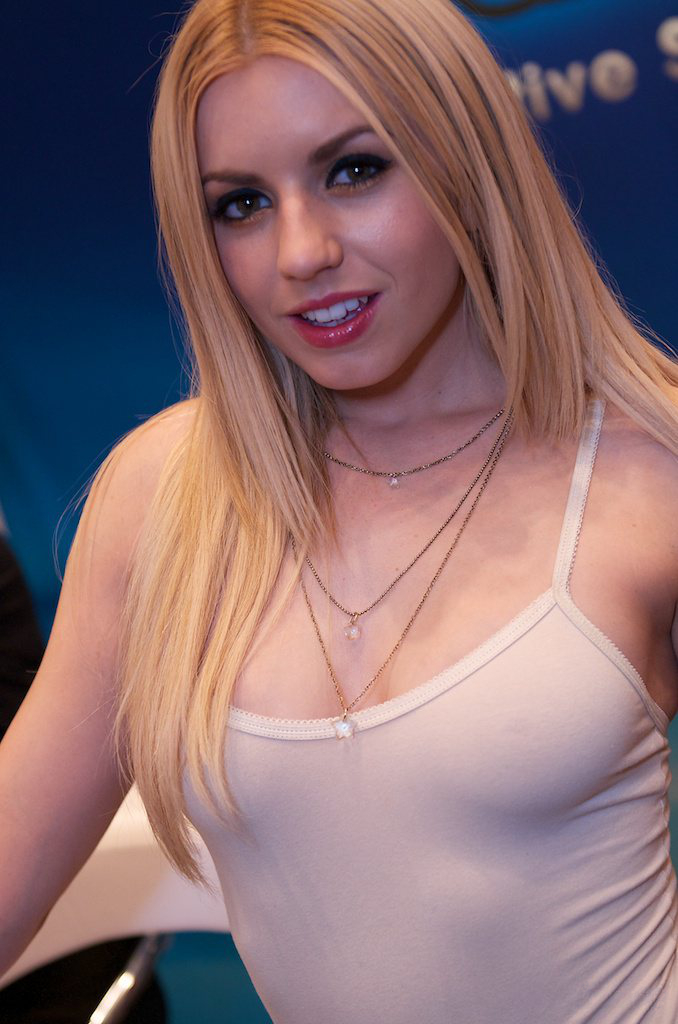
Belle nel 2013

Dichiaratamente bisessuale, Belle è un'attivista per il benessere degli animali.

## Filmografia parziale
- 1 Lucky Fuck 3 (2006)
- American Daydreams 4 (2006)
- Barely 18 28 (2006)
- Barely Legal Jungle Fever 1 (2006)
- Blow Me Sandwich 9 (2006)
- College Guide To Threesomes (2006)
- Dirty Dan's POV 1 (2006)
- Fetish Ball 1 (2006)
- Freshly Fucked 2 (2006)
- Gauntlet 1 (2006)
- I Was Tight Yesterday 5 (2006)
- Jack's POV 4 (2006)
- Just Over Eighteen 14 (2006)
- My Dirty Angels 3 (2006)
- No Swallowing Allowed 8 (2006)
- Paste My Face 3 (2006)
- Penetration 10 (2006)
- POV Casting Couch 11 (2006)
- Slip Inside 2 (2006)
- Spring Chickens 15 (2006)
- Studio 69 (2006)
- Swallow My Pride 9 (2006)
- Teen Machine 1 (2006)
- Teen Pink and 18 3 (2006)
- Teen Power 18 (2006)
- Teens With Tits 6 (2006)
- Well Hung Amateurs 5 (2006)
- White Chicks Gettin' Black Balled 15 (2006)
- 18 Candles 1 (2007)
- 3 Blowin Me 1 (2007)
- Age of Consent 1 (2007)
- Ashlynn and Friends 2 (2007)
- Barely Legal 18th Birthday 2 (2007)
- Barely Legal 70 (2007)
- Barely Legal Oral Education 1 (2007)
- Before They Were Stars (2007)
- Big Black Poles And White Holes (2007)
- Blow Me 12 (2007)
- Blowjob Ninjas 3 (2007)
- Boss' Daughter (2007)
- Cock Craving Cuties 3 (2007)
- Co-Ed Cum Eaters (2007)
- College Wild Parties 10 (2007)
- Cum Drunk Teens (2007)
- Cum Play With Me 4 (2007)
- Daddy's Worst Nightmare 10 (2007)
- Daddy's Worst Nightmare 7 (2007)
- Don't Let Daddy Know 2 (2007)
- Double Play 5 (2007)
- Dream Machine (2007)
- Flavors of the World (2007)
- Frat House (2007)
- Fresh Outta High School 5 (2007)
- Gullible Teens 2 (2007)
- Handjob Heaven (2007)
- Hitchhiker (2007)
- Naughty Bookworms 10 (2007)
- New Releases 6 (2007)
- Oral Obsession (2007)
- Paste My Face 9 (2007)
- Reflexxxions (2007)
- Secrets (I) (2007)
- Sex Toy Teens 1 (2007)
- Slam It in a Slut 1 (2007)
- Slumber Party (2007)
- Slutty and Sluttier 3 (2007)
- Spunk'd the Movie (2007)
- Stuffin Young Muffins 8 (2007)
- Teenage Whores 1 (2007)
- Teens For Cash 12 (2007)
- Throated 13 (2007)
- Top Shelf 2 (2007)
- Young Stand-Up Titties 3 (2007)
- 2 Chicks Same Time 3 (2008)
- Ashlynn Goes To College 1 (2008)
- Ashlynn Goes To College 4 (2008)
- Bad News Bitches 3 (2008)
- Before They Were Stars 3 (2008)
- Belladonna: Manhandled 3 (2008)
- Belladonna's Cock Pigs 1 (2008)
- Belladonna's Evil Pink 4 (2008)
- Belladonna's Fucking Girls 6 (2008)
- Boot Camp: Sex Survival Weekend (2008)
- Circa 82 (2008)
- Come As You Please 2 (2008)
- Couples Seduce Teens 9 (2008)
- Cum Swapping Sluts 13 (2008)
- Dating 101 (2008)
- Doll Underground (2008)
- Farmer's Filthy Li'l Daughter 2 (2008)
- Finger Licking Good 6 (2008)
- Foot Soldiers 1: The Stomping Grounds (2008)
- Four Finger Club 24 (2008)
- Fuck Dolls 9 (2008)
- Fucked on Sight 4 (2008)
- Gag on This 24 (2008)
- Gag on This 26 (2008)
- Girl Train 1 (2008)
- Girls With Daddy Issues (2008)
- Hand to Mouth 6 (2008)
- Hello Nurse (2008)
- House of Ass 10 (2008)
- Ice Cream Bang Bang 1 (2008)
- Just Legal Babes 2 (2008)
- Lesbians Love Sex 1 (2008)
- Little Titties Tight Holes 4 (2008)
- Matt's Models 7 (2008)
- Mouth 2 Mouth 11 (2008)
- My Fantasy Girls POV 1 (2008)
- My Gigantic Toys 1 (2008)
- Naughty Bookworms 14 (2008)
- Need For Seed 2 (2008)
- No Swallowing Allowed 13 (2008)
- Pigtails Round Asses 5 (2008)
- Pound Pussy 1 (2008)
- POV Cocksuckers 8 (2008)
- Pussy Cats 3 (2008)
- Rachel's Choice (2008)
- Real College Girls 16 (2008)
- Runaway Love (2008)
- Sex Offenders (2008)
- She's Cumming 1 (2008)
- Smokin' Hot Blondes 1 (2008)
- Spring Fling (2008)
- Squirt-Stravaganza (2008)
- Strap Attack 9 (2008)
- Tease Before The Please 3 (2008)
- Teen Cuisine Too (2008)
- Teen Tryouts Audition 56 (2008)
- Teenage Heartbreakers 2 (2008)
- Teenage Hooker Confessions (2008)
- Teenage Wasteland 1 (2008)
- Teens Like It Big 1 (2008)
- Tera Patrick's Porn Star Pool Party (2008)
- Tied Up (2008)
- Twisted Vision 7 (2008)
- Virgin Diaries (2008)
- Whale Tail 4 (2008)
- Young and Nasty 3 (2008)
- 1 On 1 3 (2009)
- 18YearsOld.com 5 (2009)
- 19th Birthday 2 (2009)
- Addicted 6 (2009)
- AJ Bailey Experiment (2009)
- Alexis Ford's College Tails (2009)
- Barely Legal Troublemakers (2009)
- Battle of the Sluts 3: Bobbi Starr vs Annette Schwarz (2009)
- Belladonna: Fetish Fanatic 7 (2009)
- Belladonna's Party of Feet 1 (2009)
- Belladonna's Road Trip: Cabin Fever (2009)
- Belladonna's Toy Box (2009)
- Best of No Swallowing Allowed (2009)
- Blondes in Black Leather (2009)
- Bound and Helpless Business Hostages (2009)
- Bree's College Daze 2 (2009)
- Call Girl Coeds (2009)
- Casey Parker's Girl Crazy (2009)
- Crack Her Jack 10 (2009)
- Daddy Please Stop Fucking My Sorority Sisters (2009)
- Deviance 1 (2009)
- Dexxxter: Yeah, It's a Porno (2009)
- Do Me Right 1 (2009)
- Field of Schemes 5 (2009)
- Foot Soldiers 2: The Feet Market (2009)
- Foot Tuggers (2009)
- Fuck Face (2009)
- Fuck My Mom And Me 9 (2009)
- Fuck Team 5 3 (2009)
- Fuck Team 5 5 (2009)
- Girls Banging Girls 4 (2009)
- Hair Force One 5 (2009)
- Head Master 3 (2009)
- Hogtied: Featuring Lexi Belle (2009)
- Hot Teens Kissing 3 (2009)
- How to be a Better Lover (2009)
- I Wanna Bang Your Sister (2009)
- Jailbait 6 (2009)
- King of Coochie 4 (2009)
- Kittens and Cougars 1 (2009)
- Learning Curves 1 (2009)
- Lesbian Daydreams 3 (2009)
- Masturbation Nation 1 (2009)
- Masturbation Nation 3 (2009)
- Mother-Daughter Exchange Club 6 (2009)
- Mother-Daughter Exchange Club 7 (2009)
- My Handiwork (2009)
- New Romantix (2009)
- Not The Bradys XXX: Pussy Power (2009)
- Nylons 6 (2009)
- Office Perverts 1 (2009)
- Old Enough to be Their Mother 7 (2009)
- Open House (2009)
- Penny Flame's Expert Guide to Rough Sex (2009)
- Pin-Up (2009)
- Poolside Pussy 2 (2009)
- Pop Shots 10 (2009)
- Popporn: The Guide to Making Fuck (2009)
- Pornstar POV (2009)
- Pornstar Tweet (2009)
- Pure Cherry Girls 2 (2009)
- Red Hot Romance (2009)
- Rocco: Animal Trainer 31 (2009)
- Screw Club (2009)
- Secret Diary of a Cam Girl (2009)
- Secret Diary of a Secretary (2009)
- Sex for Grades 2 (2009)
- Sloppy Head 2 (2009)
- Slut Puppies 3 (2009)
- Slutty and Sluttier 10 (2009)
- Slutty Gaggers 3 (2009)
- Sorry Daddy, Whitezilla Broke My Little Pussy 1 (2009)
- Stuffed Petite 1 (2009)
- Teens Like It Big 5 (2009)
- Teeny Tuggers (2009)
- Too Big for Teens 1 (2009)
- Too Small To Take It All 1 (2009)
- We Swallow 22 (2009)
- Who's Your Daddy 12 (2009)
- Young and Nasty 5 (2009)
- 2 Chicks Same Time 7 (2010)
- Ashlynn Brooke's Lesbian Fantasies 2 (2010)
- Ashton Loves Jenna (2010)
- ATK Galleria 11: Blonde Bombshells (2010)
- Autopilot (2010)
- Barely Legal Cumming Of Age 3 (2010)
- Batman XXX: A Porn Parody (2010)
- Battle Bang 1 (2010)
- Belladonna: No Warning 5 (2010)
- Belladonna's Heavy Petting (2010)
- Best Of... Lexi Belle 2 (2010)
- Blonde Super Idol Special (2010)
- Bree and Teagan (2010)
- Bus Stop Girls (2010)
- Can He Score 5 (2010)
- Couples Seeking Teens 4 (2010)
- Cum-Spoiled Brats (2010)
- Cuties 1 (2010)
- Cvrbongirl (2010)
- Delinquents (2010)
- Dinner Affair (2010)
- Elexis Unleashed 2 (2010)
- Eternal Love 1 (2010)
- Eternal Love 2: Reckless Heart (2010)
- Fantasy of an Angel (2010)
- Fashion Fucks (2010)
- Fox Holes 2 (2010)
- Fresh Picked (2010)
- Gia: Portrait of a Pornstar (2010)
- Girl Next Door (2010)
- Girls Kissing Girls 5 (2010)
- KissMe Girl 2 (2010)
- Kittens and Their MILF (2010)
- Kittens vs. Cougars (2010)
- Lady Mechanics (2010)
- Legs Up Hose Down (2010)
- Lesbian Hitchhiker 1 (2010)
- Lesbian Office Seductions 3 (2010)
- Magical Feet 11 (2010)
- Mano Jobs (2010)
- Masturbation Nation 9 (2010)
- Meggan's Sexy Stories (2010)
- Members Only 2 (2010)
- Monster Dicks In Little White Chicks (2010)
- Mr. POV (2010)
- Multiple Orgasms (2010)
- My Dirty Angels 19 (2010)
- My Plaything: Lexi Belle (2010)
- Nanny on the Job (2010)
- Naughty America: 4 Her 7 (2010)
- Naughty Bookworms 20 (2010)
- Naughty Rich Girls 3 (2010)
- Not The Bradys XXX: Bradys Meet The Partridge Family (2010)
- Porn Virgins 3 (2010)
- Pornstar Fantasies 3-D (2010)
- Power Munch 4 (2010)
- Private Lessons (2010)
- Private Sensations (2010)
- Red Riding Hood XXX (2010)
- Saw: A Hardcore Parody (2010)
- Scary Big Dicks 3 (2010)
- Slutty Girls Love Rocco 1 (2010)
- Sticky Teen Faces 2 (2010)
- Sunny Leone Loves HD Porn (2010)
- Teen Glazing (2010)
- This Ain't Bad Girls Club XXX (2010)
- This Ain't Baywatch XXX (2010)
- Wet Wild and Young 2 (2010)
- Who's the Boss: A XXX Parody (2010)
- XXX at Work 5 (2010)
- Young Thighs in Knee Highs 1 (2010)
- Allie Haze: True Sex (2011)
- American Cocksucking Sluts 1 (2011)
- Bad Girls 7 (2011)
- Before I'm 21 2 (2011)
- Bombshells 3 (2011)
- Cookies n' MILF (2011)
- Cuties 2 (2011)
- Days Over 18 (2011)
- Dirty Panties (2011)
- Doctor Adventures.com 11 (2011)
- Downtown Girls 3 (2011)
- Eat Me Out (2011)
- Elvis XXX: A Porn Parody (2011)
- Fucking Machines 13840 (2011)
- Fucking Machines 13841 (2011)
- Fucking Machines 15959 (2011)
- Fucking Machines 15960 (2011)
- Games Couples Play (2011)
- Girlfriends 3 (2011)
- Graduate XXX (2011)
- Halloween: XXX Porn Parody (2011)
- Her First Lesbian Sex 23 (2011)
- Hot And Mean 3 (2011)
- How To Be A Better Lover: Bedroom Basics (2011)
- I Have a Wife 13 (2011)
- Incredible Hulk: A XXX Porn Parody (2011)
- Just Turned 18 1 (2011)
- KissMe Girl 1 (2011)
- KissMe Girl 8 (2011)
- KissMe Girl: the Early Scenes (2011)
- Lesbian Babysitters 5 (2011)
- Lexi Belle Loves Cock (2011)
- Lipstick Lesbo 5 (2011)
- Lost And Found (2011)
- Massage Creep 2 (2011)
- Massive Facials 4 (2011)
- Masturbation Nation 11 (2011)
- Megan Coxxx: Nymphomaniac (2011)
- My Roommate's a Lesbian 1 (2011)
- Nooners (2011)
- Office Perverts 8 (2011)
- Official Basic Instinct Parody (2011)
- Official Halloween Parody (2011)
- OMG It's the Nanny XXX Parody (2011)
- OMG... It's the Flashdance XXX Parody (2011)
- Panty Pops 3 (2011)
- Performers of the Year 2012 (2011)
- Pretty in Pink (2011)
- PRON: the XXX Parody (2011)
- Real Housewives of the San Fernando Valley: A XXX Parody (2011)
- Saturday Night Fever XXX: An Exquisite Films Parody (2011)
- Screwed (2011)
- Sex Party 101 (2011)
- Slammed By Black Cock (2011)
- Smaller the Better (2011)
- Spin on My Cock 3 (2011)
- Spread Eagle (2011)
- Sunny's All Stars (2011)
- Superheroine 3D (2011)
- Superman XXX: A Porn Parody (2011)
- Sweet Cherrys 3 (2011)
- Sybian Scam (2011)
- Teagan Presley: The S!x (2011)
- Teen Hitchhikers 24 (2011)
- Teens Love Toys (2011)
- Too Good to Be True (II) (2011)
- Tug Jobs 19 (2011)
- U.S. Sluts 1 (2011)
- Vicarious: So Close You Can Taste It (2011)
- Watch Me Slap Bitch Lexi (2011)
- Young Toes Before Hoes (2011)
- 2 Chicks Same Time 10 (2012)
- 2 Chicks Same Time 12 (2012)
- All Star Celebrity XXX: Lexi Belle (2012)
- Athletic Support 3 (2012)
- Backstage Pass 2 (2012)
- Batgirl XXX: An Extreme Comixxx Parody (2012)
- Batman XXX 2 (2012)
- Bedtime Stories (2012)
- Big Cocks Go Deep 1 (2012)
- Big Wet Asses 22 (2012)
- Bondage Tongue Bath (2012)
- Brazzers Presents: The Parodies 2 (2012)
- Breaking Bad XXX: A Sweet Mess Films Parody (2012)
- Bubble Butt Beauties (2012)
- Buffy The Vampire Slayer XXX: A Parody (2012)
- Casting Call for Bondage (2012)
- Cheer Squad Sleepovers 2 (2012)
- Cola (2012)
- Day With A Pornstar 2 (2012)
- Deviance 3 (2012)
- Don't Trim That Bush (2012)
- Facials 2 (2012)
- Filthy Family 6 (2012)
- Foot Soldiers 3: Don't Tread On Me (2012)
- Fuck Em Slutty 1 (2012)
- Girls Girls Girls (2012)
- Gringas And Latinas (2012)
- Hardcore Allure 1 (2012)
- House of Ass 15 (2012)
- How to Make a Cheap Porno (2012)
- In Her Head (2012)
- Intimate Passions (2012)
- It's Her Fantasy (2012)
- Just Fuck It (2012)
- Laughing Stocks (2012)
- Lexi (2012)
- Love Marriage and Other Bad Ideas (2012)
- Love Story (2012)
- Mother Lovers Society 8 (2012)
- My Daughter's Boyfriend 6 (2012)
- My New Black Stepbrother (2012)
- Official Hangover Parody (2012)
- Parodies 2 (2012)
- Performers of the Year 2013 (2012)
- Petite Spinners (2012)
- Playgirl's Hottest: Leather And Lace (2012)
- Please Come on my Leggings (2012)
- Please Make Me Lesbian 7 (2012)
- Pornstars in the Making 2 (2012)
- Pretty Panties (2012)
- Real Wife Stories 13 (2012)
- Remy 1 (2012)
- Sailor Poon: A XXX Interactive Parody (2012)
- Secrets of Laly (2012)
- Self Pic (2012)
- Sex Boutique: Glory Holes (2012)
- Shared Wives (2012)
- She's the One (2012)
- Smaller the Better 2 (2012)
- Squirtamania 29 (2012)
- Stripped Down and Wrapped Up (2012)
- Sucker Play (2012)
- Super Porn (2012)
- Sweet Little Tarts 3 (2012)
- Swimsuit Calendar Girls 2012 (2012)
- Talented Tootsies (2012)
- Teen Ravers (2012)
- Teens At Work 1 (2012)
- Teens Like It Big 12 (2012)
- This Ain't the Smurfs XXX (2012)
- Thor XXX: An Extreme Comixxx Parody (2012)
- Tonight's Girlfriend 2 (2012)
- Top Supersluts of the Web (2012)
- Toying With Your Emotions (2012)
- Unfaithful (2012)
- Women at Work 3 (2012)
- Xena XXX: An Exquisite Films Parody (2012)
- Younger Games (2012)
- 2 Chicks Same Time 14 (2013)
- 69 Scenes: Brunettes vs Blondes (2013)
- Adult Insider 15 (2013)
- Ass Parade 41 (2013)
- Bang Bus 43 (2013)
- Brazzers Presents: The Parodies 3 (2013)
- Bruce Lee XXX: A Porn Parody (2013)
- Bush Bangers (2013)
- Cherry Spot 1 (2013)
- Cosplay Interactive (2013)
- Daddy's Girl 2 (2013)
- Dorm Invasion 4 (2013)
- Foot Fanatic (2013)
- Foot Worship 2 (2013)
- Foot Worship 28405 (2013)
- Frosty Faces (2013)
- Housewife 1 On 1 31 (2013)
- I Need Some Alone Time (2013)
- Iron Man XXX: An Axel Braun Parody (2013)
- Jack Attack 2 (2013)
- Lust Resort (2013)
- Meant to Be (2013)
- Meow 3 (2013)
- Mia Malkova (2013)
- My Dad's Hot Girlfriend 14 (2013)
- My Friend's Hot Girl 8 (2013)
- My Sister's Hot Friend 31 (2013)
- Naughty Office 31 (2013)
- Not the Bradys XXX: Marcia Goes to College (2013)
- Pornstar Spa 6 (2013)
- Real Female Orgasms 16 (2013)
- Red Tails (2013)
- Ring (2013)
- Sexual Desires Of Lexi Belle (2013)
- Slut Powers Activate (2013)
- Spin Suck and Fuck 6 (2013)
- Strap Attack (2013)
- Swap Force (2013)
- Sweet Petite (2013)
- There's Something About Lexi Belle (2013)
- Tonight's Girlfriend 21 (2013)
- Troubled Youth 3 (2013)
- Varsity Virgins (2013)
- Wonderland Part 1 (2013)
- Wonderland Part 2 (2013)
- World Of Sexual Variations 5 (2013)
- Young Booty (2013)
- Bad Babysitters (2014)
- Do Me Daddy (2014)

## Riconoscimenti

### AVN Awards
| Anno | Risultato       | Categoria | Film                              |
| ---- | --------------- | --- | --------------------------------- |
| 2008 | Candidato/a     | Best Group Sex Scene (con Annette Schwarz, Steve Holmes, Ian Scott e Bobbi Starr)                                                      | Slutty & Sluttier 3               |
| 2009 | Candidato/a     | Best New Starlet | N.D.                              |
| 2009 | Candidato/a     | Best All-Girl Threeway Sex Scene (con Belladonna)                                                                                      | Belladonna’s Fucking Girls 6      |
| 2009 | Candidato/a     | Best All-Girl Group Sex Scene (con Penny Flame, Amber Rayne, Ariel X, Louisa Lanewood, Holly West, Rachel Roxxx e Deena Daniels)       | Bad News Bitches 3                |
| 2009 | Candidato/a     | Best Threeway Sex Scene (con Amber Rayne e Sergio)                                                                                     | Bad News Bitches 3                |
| 2009 | Candidato/a     | Best Couples Sex Scene (con James Deen)                                                                                                | Teenage Heartbreakers 2           |
| 2009 | Candidato/a     | Best Solo Sex Scene | Teenage Heartbreakers 2           |
| 2009 | Candidato/a     | Best POV Sex Scene (con Tori Black, Riley Evans e Manuel Ferrara)                                                                      | Fucked on Sight 4                 |
| 2010 | Vincitore/trice | AVN Award for Best All-Girl Sex Scene (film)                                                                                           | Field of Schemes 5                |
| 2010 | Vincitore/trice | Best New Web Starlet | N.D.                              |
| 2010 | Candidato/a     | Female Performer of the Year | N.D.                              |
| 2010 | Candidato/a     | Best All-Girl Couples Sex Scene | Evil Pink 4                       |
| 2010 | Candidato/a     | Best All-Girl Group Sex Scene | Party of Feet                     |
| 2010 | Candidato/a     | Best Couples Sex Scene | House of Ass 10                   |
| 2010 | Candidato/a     | Best Threeway Sex Scene | Jailbait 6                        |
| 2011 | Vincitore/trice | AVN Award for Best Supporting Actress (film)                                                                                           | Batman XXX: A Porn Parody         |
| 2011 | Candidato/a     | Best Couples Sex Scene (con James Deen)                                                                                                | Batman XXX: A Porn Parody         |
| 2011 | Candidato/a     | Female Performer of the Year | N.D.                              |
| 2011 | Candidato/a     | Best Porn Star Website | LexiBelle.com                     |
| 2011 | Candidato/a     | Best All-Girl Couples Sex Scene (con Monique Alexander)                                                                                | The Best of... Vol. 2             |
| 2012 | Vincitore/trice | AVN Award for Best Boy/Girl Scene (con Manuel Ferrara)                                                                                 | The Bombshells 3                  |
| 2012 | Candidato/a     | Female Performer of the Year | N.D.                              |
| 2012 | Candidato/a     | Best Threeway Sex Scene (Girl/Boy/Boy) (con Alec Knight e Evan Stone)                                                                  | Superman XXX: A Porn Parody       |
| 2012 | Candidato/a     | Best Girl/Girl Sex Scene (con Gracie Glam)                                                                                             | Pretty in Pink                    |
| 2012 | Candidato/a     | Best All-Girl Group Scene (con Faye Reagan e Jenna Haze)                                                                               | Legs Up Hose Down                 |
| 2013 | Vincitore/trice | AVN Award for Best Oral Sex Scene (film)                                                                                               | Massive Facials 4                 |
| 2013 | Vincitore/trice | AVN Award for Best Tease Performance (con Remy LaCroix)                                                                                | Remy                              |
| 2013 | Vincitore/trice | Best Threeway Sex Scene (Boy/Boy/Girl) (con Mick Blue e Ramon Nomar)                                                                   | Lexi                              |
| 2013 | Candidato/a     | Female Performer of the Year | N.D.                              |
| 2013 | Candidato/a     | Best All-Girl Group Sex Scene (con Allie Haze e Ella Milano) (con Alexis Texas, Eva Angelina e Teagan Presley)                         | Allie Haze: True Sex              |
| 2013 | Candidato/a     | Best All-Girl Group Sex Scene (con Allie Haze e Ella Milano) (con Alexis Texas, Eva Angelina e Teagan Presley)                         | D3Viance                          |
| 2013 | Candidato/a     | Best Anal Sex Scene (con James Deen)                                                                                                   | Lexi                              |
| 2013 | Candidato/a     | Best Tease Performance | Lexi                              |
| 2013 | Candidato/a     | Best Boy/Girl Sex Scene (con Michael Stefano)                                                                                          | Performers of the Year 2012       |
| 2013 | Candidato/a     | Best Girl/Girl Sex Scene (con Remy LaCroix)                                                                                            | Remy                              |
| 2013 | Candidato/a     | Best Girl/Girl Sex Scene (con Bobbi Starr)                                                                                             | Vicarious                         |
| 2013 | Candidato/a     | Best POV Sex Scene | Superheroine 3D                   |
| 2013 | Candidato/a     | Best Threeway Sex Scene (Girl/Girl/Boy) (con Gracie Glam e Johnny Sins)                                                                | Brazzers Presents: The Parodies 2 |
| 2013 | Candidato/a     | Best Porn Star Website | LexiBelle.com                     |
| 2014 | Vincitore/trice | Social Media Star (Fan Award) | N.D.                              |
| 2014 | Candidato/a     | Best Actress | Meant to Be                       |
| 2014 | Candidato/a     | Best All-Girl Group Sex Scene (con Bonnie Rotten, Christy Mack e Gia Dimarco)                                                          | Brazzers Presents: The Parodies 3 |
| 2014 | Candidato/a     | Best Anal Sex Scene (con Mick Blue) | Big Wet Asses 22                  |
| 2015 | Candidato/a     | Best Girl/Girl Scene (con Raven Rockette)                                                                                              | Lexi Belle Loves Girls            |
| 2015 | Candidato/a     | Favorite Female Porn Star (Fan Award)                                                                                                  |                                   |
| 2015 | Candidato/a     | Social Media Star (Fan Award) |                                   |
| 2016 | Candidato/a     | Best All-Girl Group Sex Scene (con Ana Foxxx, Ash Hollywood, Dani Daniels, Keisha Grey, Maddy O'Reilly, Mercedes Carrera e Ryan Ryans) | Sisterhood                        |
| 2016 | Candidato/a     | Best Girl/Girl Sex Scene (con Jayden Cole)                                                                                             | Penthouse Pet: All Girl Retreat   |
| 2019 | Vincitore/trice | Hall of Fame - Video Branch |                                   |
| 2022 | Vincitore/trice | Best International Boy/Girl Sex Scene (con Alberto Blanco)                                                                             | Vibes 3                           |

### F.A.M.E. Awards
| Anno | Risultato       | Categoria                   |
| ---- | --------------- | --------------------------- |
| 2009 | Candidato/a     | Favorite New Starlet        |
| 2009 | Candidato/a     | Favorite Underrated Starlet |
| 2010 | Vincitore/trice | Favorite Underrated Starlet |
| 2010 | Candidato/a     | Favorite Oral Starlet       |

### XRCO Awards
| Anno | Risultato       | Categoria                    |
| ---- | --------------- | ---------------------------- |
| 2009 | Candidato/a     | Cream Dream                  |
| 2010 | Vincitore/trice | Cream Dream                  |
| 2012 | Candidato/a     | Cream Dream                  |
| 2013 | Candidato/a     | Female Performer of the Year |
| 2013 | Candidato/a     | Orgasmic Oralist             |
| 2024 |                 | Hall of Fame                 |

### Altri riconoscimenti
- 2008: Adam Film World Guide Award – Teen Dream of the Year[28]
- 2012: NightMoves Award – Best Female Performer (Editor's Choice)[29]
- 2013: NightMoves Award – Best Overall Body (Editor's Choice)[30]
- 2014: NightMoves Award – Best Feature Dancer (Fan's Choice)[31]